# Rassemblement pour la démocratie et le progrès (Niger)
Ne doit pas être confondu avec Rassemblement nigérien pour la démocratie et la paix.
Pour les articles homonymes, voir Rassemblement pour la démocratie et le progrès.
Le Rassemblement pour la démocratie et le progrès (en abrégé RDP-Jama'a) est un parti politique du Niger dirigé par Hamid Algabid. Il est établi comme un parti du pouvoir durant la présidence de Ibrahim Baré Maïnassara.

## Histoire
Le Rassemblement pour la démocratie et le progrès est créé le 20 août 1997. Il est le successeur de l'Union nationale des indépendants pour le renouveau démocratique (UNIRD) établi en 1996 pour soutenir Ibrahim Baré Maïnassara lors des élections présidentielles qu'il remporte.
Parmi les membres fondateurs figure N’Gadé Nana Hadiza Noma Kaka.

## Résultats

### Élections présidentielles
| Année | Candidat      | 1er tour | 1er tour | Résultat |
| Année | Candidat      | Voix     | %        | Résultat |
| ----- | ------------- | -------- | -------- | -------- |
| 1999  | Hamid Algabid | 206 763  | 10,8     | Battu    |
| 2004  | Hamid Algabid | 119 153  | 4,8      | Battu    |

### Élections législatives
| Année | Voix    | %    | Rang | Élus    | Gouvernement |
| ----- | ------- | ---- | ---- | ------- | ------------ |
| 1999  | 193 080 | 10,9 | 4e   | 8 / 83  |              |
| 2004  | 149 825 | 6,5  | 5e   | 6 / 113 |              |
| 2009  | 314 193 | 10,4 | 3e   | 7 / 113 |              |
| 2011  | 193 080 | 10,9 | 4e   | 8 / 83  |              |
| 2016  | 113 141 | 2,37 | 12e  | 3 / 171 | Rafini II    |
| 2020  | 100 363 | 2,13 | 10e  | 2 / 166 |              |